# 을사의 변

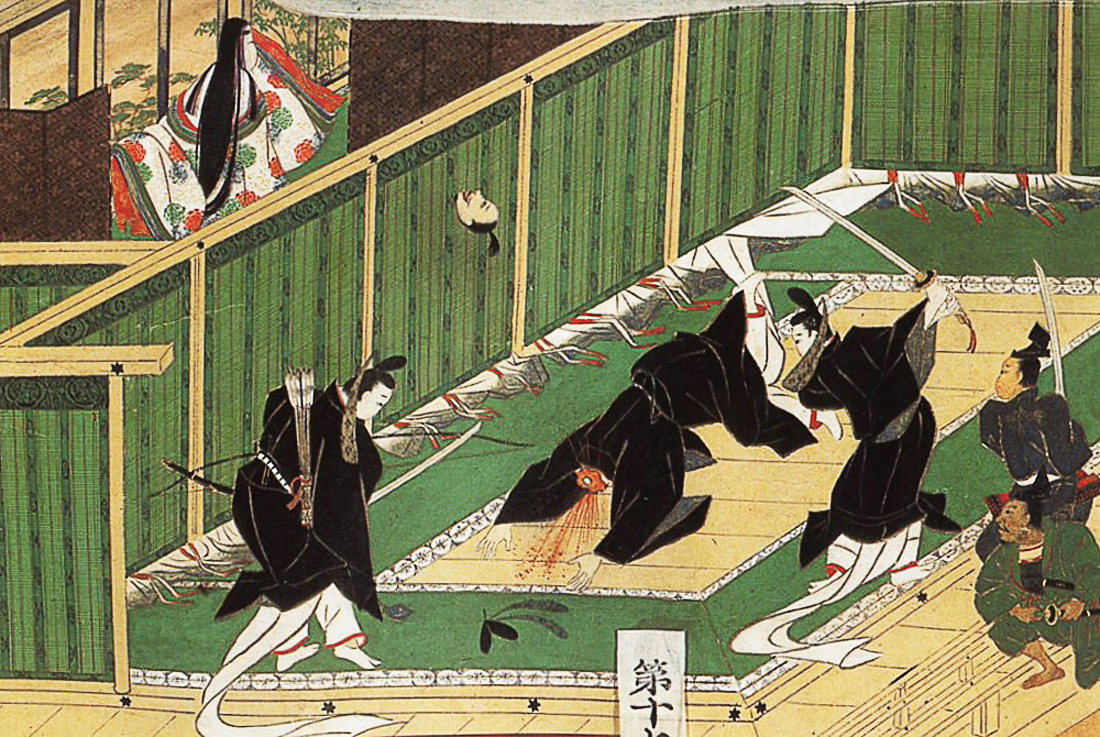
을사의 변을 묘사한 그림. 가운데 목이 잘린 이가 소가노 이루카, 칼을 들고 목을 치는 이가 나카노오에 황자, 옆에 활을 들고 있는 이가 나카토미노 카마타리, 안쪽에 있는 여성은 당시의 천황인 고교쿠 천황이다.

을사의 변(일본어: 乙巳の変, いっしのへん 잇시노헨[*])은 나카노오에 황자, 나카토미노 카마타리가 궁중에서 소가노 이루카를 암살하고 소가씨를 멸망시킨 아스카 시대의 정변이다. 이후 정권을 잡은 나카노오에 황자의 개혁을 두고 다이카 개신이라고 한다. 흔히 소가노 이루카가 살해 된 사건의 것을 가리켜 "다이카 개신"이라고도 말할 수 있지만, 엄밀하게는 쿠데타이며, 을사의 변 이후 행해진 일련의 정치 개혁이 다이카 개신이다.

## 배경

### 소가씨 전성시대
스이코 천황 30년 2월 22일(622년 4월 8일), 섭정이자 우마야도 황자(厩戸皇子)였던 쇼토쿠 태자가 사망했다. 쇼토쿠 태자의 죽음으로 대호족인 소가씨를 억누를 자가 없게 되고, 소가씨의 전횡은 날로 심해져 그 권세는 황실을 능가할 정도가 되었다. 덴표호지 4년(760년)에 쓰여진 《등씨가전》(藤氏家傳) 〈대직가전〉(大織冠傳)에는, 소가노 이루카를 동탁에 비유하고 있다.
스이코 천황 34년 5월 20일(626년 6월 19일), 소가노 우마코가 죽고 그 아들인 소가노 에미시가 그 뒤를 이어 대신이 되었다. 스이코 천황 36년 3월 7일(628년 4월 15일)에는 천황이 후사를 지명하지 않고 승하하였다.
유력한 왕위 계승 후보가 된 것은 쇼토쿠 태자의 아들인 야마시로노오에왕과 다무라 황자(田村皇子)였다. 대형왕을 비롯한 황족이 이카루가라는 교통의 요충지에 거점을 갖고 독자적인 정치력과 거대한 경제력을 갖고 있던 것을 눈엣가시로 여기던 소가노 에미시는 스이코 천황의 유언을 바탕으로 다무라 황자를 조메이 천황으로 옹립하였다. 이 때 소가노 사카이베노 마리세는 야마시로노오에왕을 지지했기 때문에 소가노 에미시에 의해 멸망하였다.
641년 조메이 천황이 죽은 후에는 대후인 타카라황녀(寶女王)가 고교쿠 천황으로 즉위하였다. 《일본서기》에 의하면, 고교쿠 천황 원년(642년) 7월 가뭄이 계속되자 에미시는 백제대사에 보살상과 사천왕상에 제를 올리고 비를 빌었는데, 다음날 조금 내렸지만 그 다음날에는 내리지 않았다. 8월 고교쿠 천황이 난부치 강변에서 사방을 배례하며 비를 빌었더니 금세 뇌우가 되어 5일간 계속되었다고 전한다. 이 때문에 백성들은 고교쿠 천황을 지덕천황(至徳天皇)이라고 불렀다.
같은 해에 에미시는 가문의의 땅인 카츠라기의 고궁에 조묘를 짓고 『논어』 팔일편에서 금하는 팔일의 춤을 추게 하였다고 한다. 이것은 소가씨의 전횡의 한 예로 여겨지지만, 최근의 연구에서는 팔일의 춤이란 『논어』 속의 존재이며, 일본서기에서 이 말이 사용되고 있는 것은 단순한 수식이라고 할 수 있으며, 이상의 사건은 단순히 양이가 부조의 땅에서 조상을 모시는 제사를 지냈다는 것을 보여주는 기사에 불과하다고 지적되고 있다.
또한 위의 기사에 이어 에미시와 이루카가 자신들의 수묘(가시하라시 쇼부정의 고조노미야가하라1·2호분인가)를 조영하여 '능(陵)'이라 부르게 하고, 온 나라의 백성, 부곡(部曲), 그리고 상궁왕가의 임생부(壬生部)를 조영에 동원했다는 기록이 마찬가지로 소가씨의 전횡의 한 예로 인용되지만, 최근의 연구에 의하면 이 기사도 『예기(禮記)』나 『진서(晋書)』 등의 중국 서적을 인용한다는 점에서 실제로는 전횡과 다르게 신하로서의 입장을 넘지 않는 것이었다는 주장도 제시되고 있다.
고교쿠 천황 2년 10월 6일(643년 11월 22일), 에미시는 병을 이유로 비공식적으로 보라색 관을 이루카에게 하사하여 대신(오호마 헤쓰키미)으로 하고, 차남을 물부 대신으로 삼아 국정을 장악하기 시작했다. 고교쿠 천황 3년(644년)에는, 에미시와 이루카가 아마가시 언덕에 저택을 나란히 세워, 이를 '윗궁문' 등으로 칭하고 이루카의 아이를 왕자라고 부르게 하는 등 전횡의 한 예로 제시된다.

### 상궁왕가의 멸족
고쿄쿠 천황 2년 11월 1일(643년 12월 16일), 소가씨의 피를 이어받은 후루히토노오에 황자를 고쿄쿠 천황의 차기 천황으로 옹립하기를 원했던 이루카는 코세노 토코타 등 장수를 동원해 야마시로노오에왕이 살고 있는 이카루가궁(斑鳩宮)을 공격하게 했다. 이에 야마시로노오에왕은 사인 수십 명을 거느리고 필사적으로 방어하여 장수 중 하나를 전사시키지만, 버티지 못하고 이코마산으로 도망쳤다. 측근인 미와 후미야군으로부터는 동쪽으로 도망쳐 재기할 것을 권유하였지만, 야마시로노오에왕은 백성에게 고통을 주지 않겠다며 제안을 거절했다. 야마시로노오에왕은 이카루가지(斑鳩寺)로 돌아와 왕자와 함께 자살하였다. 이로써 쇼토쿠 태자의 피를 이어받은 상궁 왕가는 멸망하였다. 이루카가 상궁일족을 멸망시킨 것을 안 에미시는 한탄하였다고 전해진다.
당시의 왕위계승은 단순한 세습제도가 아니라 황족들로부터 천황다운 인물이 선택되었다. 그 기준은 인격 외에 나이, 대대로 천황이나 제후와의 혈연관계가 있었다. 이는 천황가의 권력이 절대가 아니라 어디까지나 여러 호족을 묶는 수장(長, おさ)이었기 때문이다.

## 소가노 이루카의 암살

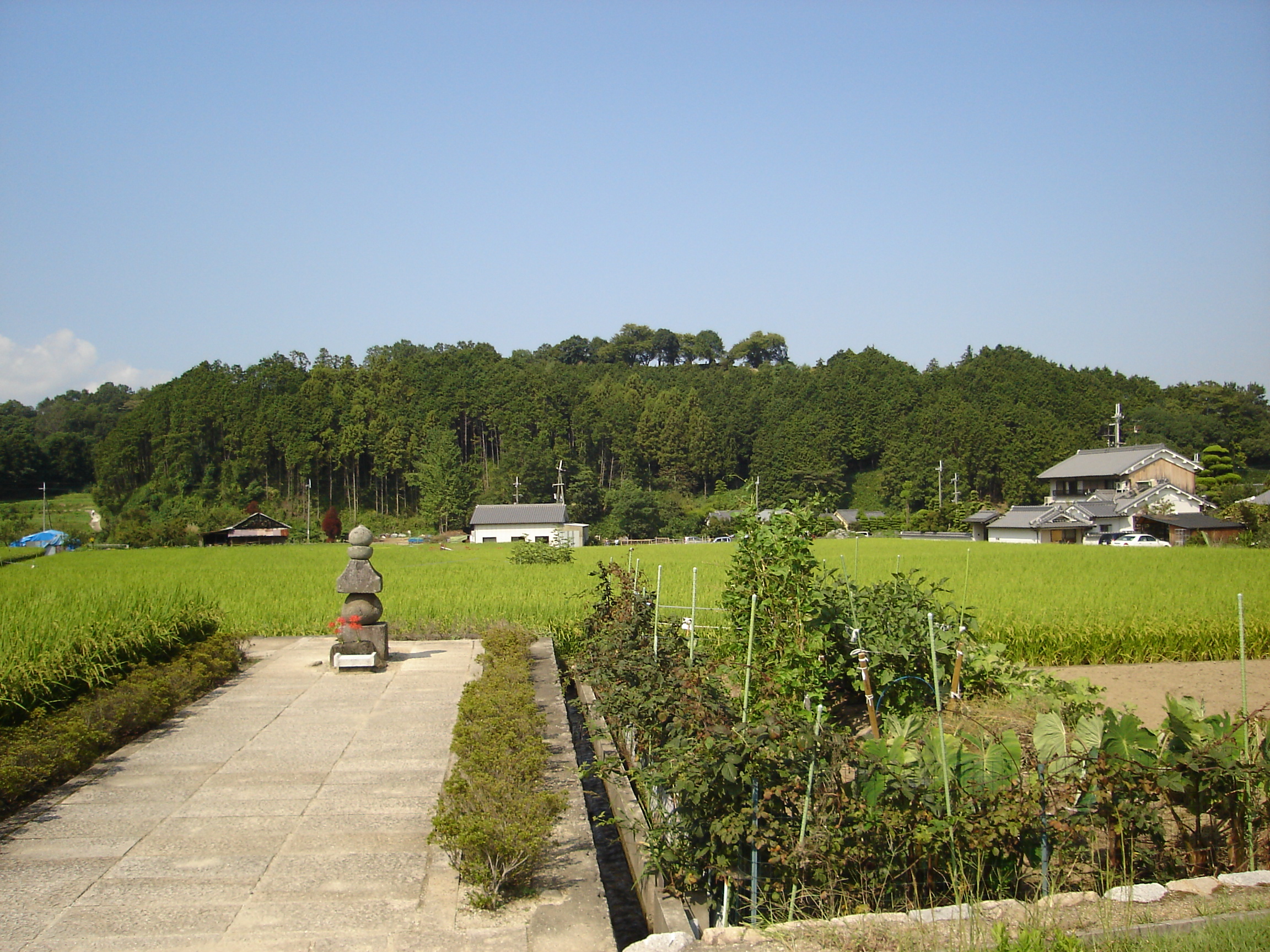
전(傳) 소가노이루카 머리묘. 2005년 촬영.

소가씨의 전횡은 많은 사람들의 불만을 키워왔고, 대대로 신관을 맡아온 일족의 일원이던 나카토미노 카마타리는 소가씨 타도 계획을 조밀하게 진행시켰다. 카마타리는 먼저 고교쿠 천황의 동생인 카루 황자에게 접근하지만 그 기량에 실망하여 정변의 중심에 설 수 있는 다른 인물을 모색했다.
호코지(法興寺)에서 타구(打毬)를 할 때 나카노오에 황자의 신발이 벗겨진 것을 주워준 것을 계기로 카마타리는 나카노오에 황자에게 접근하였다. 나카노오에 황자와 카마타리는 견수사였던 미나부치노 쇼안(南淵請安)의 밑에서 함께 배웠는데, 이 때 소가 씨족을 타도할 계획을 세웠다고 전해진다. 카마타리는 더욱이 이루카의 사촌이자 일족의 장로인 소가노 쿠라야마다노 이시카와마로(蘇我倉山田石川麻呂)를 끌어들여, 그 딸인 소가노 오치노이라츠메(蘇我 遠智娘)를 나카노오에 황자의 비로 삼았다. 소가노 에미시의 대신(오호마헤츠키미) 직위를 아들인 소가노 이루카가 승계한 것에 대해 소가씨족 내의 불만이 있었다고 보기도 한다. 아울러, 소가씨족의 피를 이어받은 후루히토노오에 황자(古人大兄 皇子)에 대한 이복동생인 나카노오에 황자의 정변이라고 보는 분석도 있다.
고교쿠 천황 4년(645년) 삼한(고구려, 백제, 신라)으로부터 사자가 일본을 방문하였다. 《일본서기》에 의하면 이들은 조공을 바치는 의식을 조정에서 치루었는데, 이 때 소가노 이루카도 참석하였다. 나카노오에 황자와 카마타리는 이 때 소가노 이루카를 암살하기로 결정하였다.(《등씨가전》(藤氏家傳) 〈대직가전〉(大織冠傳)은 사신의 방문이 이루카를 꾀어내기 위해 지어낸 일이었다고 전한다.)
6월 12일(7월 10일) 삼국의 조의 의식이 거행되어 고교쿠 천황이 대극전(大極殿)에 나아갈 때 나카노오에 황자는 그 곁을 지켰다. 이 때 이루카도 입조하였다. 이루카는 의심이 많아 밤낮으로 검을 놓지 않았는데, 이 때에는 광대를 시켜 이루카로 하여금 검을 놓게 하도록 하였다. 이미 회유당한 소가노 쿠라야마다노 이시카와마로가 삼한이 보낸 표문을 읽자, 나카노오에는 위문부로 하여금 12곳의 문을 모두 닫고 사람이 왕래하지 못하게 하였다. 이 때 나카노오에는 위문부를 모아 녹봉을 하사하는 것으로 꾸미고서 창을 잡고 대극전 옆에 매복했는데, 카마타리 등은 활과 화살을 가지고 호위하였다. 궁정 호위의 일원인 아마노 이누카이노 무라지 카츠마로(海犬養連勝麻呂)은 칼 두 자루가 들어 있는 상자를 사에키노 무라지 코마로(佐伯連 子麻呂), 카츠라기노 와카이누카이노 무라지 아미타(葛城稚犬養連 網田)에게 건네주며 "힘써 노력하여 재빨리 목을 쳐야 합니다"라고 말하였다. 사에키노 코마로는 오토모씨의 동족으로 대대로 조정의 무관을 맡은 씨족이다. 와카이누카이씨(稚犬養氏)는 조정의 개 등을 사육하던 씨족인데 이름에 카츠라기가 들어있으므로 본래는 소가씨의 영향하에 있는 집단 소속이었던 것으로 여겨진다. 둘 모두 후의 궁성12문(宮城十二門)의 수문장에 해당하는 씨족으로, 12개의 궁문을 단속하는 데 협조한 것으로 여겨진다.
이들 코마로와 아미타는 이루카를 베는 역할을 맡은 이들로, 대사를 앞에 두고 공포에 질린 나머지 밥에 물을 부어 삼키지만 금세 토해내고 말았다. 소가노 쿠라야마다노 이시카와마로가 표문을 거의 다 읽어나가던 때에도 이들은 나타나지 않았다. 계획이 들통나지도 모르겠다는 공포에 질린 이시카와마로가 온몸이 땀으로 범벅돼 목소리가 흐트러지고 손이 떨리기 시작하자, 미심쩍어하던 이루카가 "왜 떨리느냐"고 물었다. 이시카와마로는 "천황의 가까운 곳에 있으므로 경외스러운 탓에 땀이 납니다"라고 대답했다.
나카노오에 황자는 코마로와 아미타가 이루카의 위세를 두려워하여 나가지 못하는 것이라고 판단하고 질책한 뒤 스스로 앞으로 나섰다. 이 때의 기록을 《일본서기》는 다음과 같이 전한다.
 中大兄 見子麻呂等 畏入鹿威 便旋不進 曰 “咄嗟!” 卽 共子麻呂等 出其不意 以劒傷割入鹿頭·肩. 入鹿驚起. 子麻呂 運手揮劒 傷其一脚. 入鹿轉就御座 叩頭 曰 “當居嗣位 天之子也. 臣不知罪 乞垂審察!”. 天皇大驚 詔中大兄 曰 “不知所作 有何事耶?”. 中大兄 伏地 奏曰 “鞍作盡滅天宗 將傾日位 豈以天孫代鞍作乎?”.蘇我臣入鹿 更名鞍作.天皇 卽起入於殿中. 佐伯連子麻呂·稚犬養連網田 斬入鹿臣. 是日 雨下潦水溢庭 以席障子 覆鞍作屍. 古人大兄 見走入私宮 謂於人 曰 “韓人殺鞍作臣!謂因韓政而誅.吾心痛矣!” 卽入臥內 杜門不出.

 
나카노오에(中大兄)는 코마로(子麻呂) 등이 이루카(入鹿)를 두려워하여 나아가지 못하는 것을 보고 이들을 꾸짖고서는 곧 코마로등과 함께 칼로 이루카의 머리와 어깨를 베어 상처를 입히니 이루카가 놀라 일어났다. 코마로가 칼을 휘둘러 이루카의 한 쪽 다리를 베어냈다. 이루카가 굴러 천황이 앉아있던 곳에 나아가 머리를 조아리며 “천황의 자리에 있게 되는 분은 하늘의 자식입니다. 저는 죄를 알지 못하니 살펴서 밝혀 주십시오”라고 하였다. 천황이 크게 놀라 나카노오에에게 “왜 이러느냐”고 물었다. 나카노오에는 땅에 엎드려 “쿠라츠쿠리(鞍作)는 황족을 모두 없애고 장차 천자의 자리를 위태롭게 할 것입니다. 어찌 하늘의 자손을 쿠라츠쿠리가 대신하겠습니까”라고 하였다 (쿠라츠쿠리는 소가노이루카의 또 다른 이름이다). 천황은 곧 자리에서 일어나 궁전으로 들어갔다. 사에키노스쿠네 코마로와 와카이누카이노무라지 아미타(稚犬養連網田)가 이루카의 목을 베었다. 이 날 비가 내려 물이 뜰에까지 넘쳤으므로 거적으로 쿠라츠쿠리(鞍作)의 시체를 덮었다. 후루히토노오오에(古人大兄)는 이를 보고 자기의 궁으로 달려 들어가 사람들에게 “한인이 쿠라츠쿠리 대신을 죽였다(한인의 정치로 죽게 되었다는 것을 일컫는 말이다) 내 마음이 아프다”하고는 침실에 들어가 문을 닫고 나오지 않았다.
 — 『일본서기』 「황극기(皇極紀)」 을사년(645년), 6월 12일 무신

## 결과

### 소가씨의 멸망과 다이카 개신
나카노오에 황자는 즉시 호코지로 들어가 이루카를 죽인 것을 알리고서 전쟁을 준비했고, 여러 황자나 호족들이 그를 따랐다. 아스카이타부키노미야(飛鳥板蓋宮)이 아닌 호코지로 향한 것은 당시 씨가족의 사찰에 담이 있어 전쟁을 수행하는 성채로 더 적합했기 때문인 것으로 여겨진다. 이루카의 시신을 소가씨족의 집에 있던 에미시에게 보냈다. 에미시는 중국으로부터의 귀화인인 아야노 아타이(漢直) 등을 소집해 진을 치도록 했다. 나카노오에 황자는 코세노 토코타(巨勢 德多)를 소가씨의 집으로 보내 자신이 이루카를 죽인 까닭을 전하고 이들을 회유했다. 이 때 후루히토노오오에 황자가 두문불출한다는 말을 전해 소가씨의 저항 의지를 꺾었다고도 한다. 소가씨 진영에 있던 타카무코노 오미 쿠니오시(高向臣 國押)도 이들을 설득해 결국 소가의 부하들은 뿔뿔이 흩어졌다. 쿠니오시는 소가씨 동족씨족 중에서도 유력한 씨족으로, 에미시와 같은 세대의 인물이다.
다음날인 6월 13일(7월 11일), 에미시는 집에 불을 질러 《천황기》, 《국기》, 그 밖의 각종 보물과 함께 불속에서 목숨을 끊었다. 이 때의 기록물 중 《국기》는 후네노후히토 에사카(船史 惠尺)가 불 속에서 주워 보존한 끝에 나카노오에 황자에게 전해졌다. 이렇게 오랜 세월 위세를 떨치던 소가씨족은 멸망하였다.
다음날인 6월 14일(7월 12일), 고교쿠 천황은 남동생인 카루 황자(輕 皇子)에게 양위하니 그가 고토쿠 천황이다. 나카카노오에 황자는 황태자에 봉해졌다. 나카노오에는 아베노 우치마로(阿倍 內麻呂)를 좌대신(左大臣), 이시카와마로를 우대신(右大臣), 카마타리를 내신(內臣)에 임명하고 후에 "다이카 개신"이라고 불리는 개혁을 단행한다.